# Sant Salvador de Toló (antic municipi)
Aquest article és sobre l'antic municipi d'aquest nom. Per a la vila, vegeu Sant Salvador de Toló.
| \| ← \| 1812 — 1970 \| → \|                     |                    |   |
| Escut d'armes                                   |                    |   |
| Sant Salvador de Toló dins de Gavet de la Conca |                    |   |
| Període històric                                | Edat Contemporània |   |
| • Creació del municipi (Constitució de Cadis)   | 1812               |   |
| • Annexió a Gavet de la Conca                   | 1970               |   |
| Altitud                                         | 791 m              |   |
| Superfície                                      |                    |   |
| • 1970                                          | 49,81 km2          |   |
| Població                                        |                    |   |
| • 2006                                          | 71                 |   |
| ←                                               | 1812 — 1970        | → |

L'antic municipi de Sant Salvador de Toló, del Pallars Jussà, és un dels tres antics municipis que foren agrupats el 1970 amb els també aleshores municipis d'Aransís i Sant Serni per tal de formar el nou terme municipal de Gavet de la Conca. Tot aquest antic terme pertany geogràficament a la Conca Dellà. El 1937, dins del moviment general de rebuig dels noms de sants per a designar les poblacions catalanes, aquest municipi s'anomenà Vila de Toló.
Sant Salvador de Toló aportà 49,81 km², dels 90,9 que té el nou municipi de Gavet de la Conca. Una mica més de la meitat d'extensió, doncs.
Aquest municipi fou creat el 1812 dins del marc de la reorganització administrativa fruit de l'aplicació de la Constitució de Cadis. El seu territori era exactament el mateix que el terme integrat el 1970 en el de Gavet de la Conca.
Els seus límits eren compartits amb els antics termes de Benavent de la Conca a llevant; el d'Artesa de Segre, de la Noguera, al sud-est; altre cop el de Benavent de la Conca, en el seu enclavament de Montadó, també al sud-est; els de Vilanova de Meià i de Santa Maria de Meià (aquest darrer, integrat actualment en l'anterior), també de la Noguera; al sud, el de Llimiana, del Pallars Jussà; al sud-oest, el de Sant Miquel de la Vall, que pertangué al d'Aransís, a ponent; altre cop el de Llimiana, en el seu enclavament dels Obacs de Llimiana, al nord-oest, i els de Conques i Isona al nord. Actualment, han desaparegut molts d'aquests antics termes, per la qual cosa els límits s'han simplificat.
En la proposta derivada de l'informe popularment denominat Informe Roca, tot l'antic terme de Sant Salvador de Toló, juntament amb els Obacs de Llimiana, de l'actual terme de Llimiana i Aransís i la meitat nord de l'antic terme d'Aransís, passava a integrar el terme d'Isona i Conca Dellà, el qual, però, havia de passar a denominar-se Isona i Conca d'Orcau. Per tant, tots i cadascun dels pobles que havien pertangut a Sant Salvador de Toló haurien de passar a integrar-se en el municipi de la Conca Dellà.

## Etimologia
El nom de Sant Salvador es deu a l'advocació de la parròquia del poble. Toló procedeix del nom del castell al voltant del qual es formà l'antic municipi.
Segons Joan Coromines, l'ètim ibèric Tol és l'origen del topònim Toló. Es tracta, doncs, d'un de tants topònims de la comarca que procedeixen del substrat de la llengua catalana.

## Geografia

### Descripció geogràfica
Situat al costat sud de la Conca Dellà, el terme municipal ocupava el vessant nord-est del Montsec de Rúbies i les serres de Comiols, del Cucut i de la Campaneta, que són, de fet, els contraforts septentrionals del Montsec. El límit nord del vell terme (encara ho és de l'actual de Gavet de la Conca) és el riu de Conques, mentre que el sud és la mateixa carena del Montsec. El límit de llevant, amb Benavent de la Conca, obeeix poc a criteris orogràfics continuats, igual que el de ponent. Els descriurem tot seguit.

#### Perímetre de l'antic terme

##### Límit amb Vilanova de Meià (Noguera)
Pel que fa al límit meridional del terme, cal situar-se prop del Coll de Comiols, on el termenal emprèn un tros de la Serra de Comiols: dos turons propers al coll, de 1.125 i 1.124 m. alt., respectivament. Des d'aquest darrer turó, va seguint la carena cap al sud-oest, cap a l'Obaga de Monrespòs. En aquest lloc agafa la direcció oest, travessa el Barranc del Cabirol i va a trobar l'extrem nord de lo Tamany, passant prop i al sud de la Mare de Déu de Bonrepòs, pel vessant sud de la Pinera (a uns 1.080 m. alt.). Travessa la Coma de l'Espinal, per on baixa cap a la Noguera el Barranc de Cúber, i emprèn una carena per tal d'enfilar-se a la Serra del Cucuc, a 1.100 m. alt., i baixar-ne tot seguit per l'extrem sud del Cinglo del Desferrador, fins que troba la carretera L-913 (Vilanova de Meià - l'Hostal Roig, poc després del quilòmetre 7, al Congost del Pas Nou, que uneix el Pallars Jussà amb la Noguera. Es tracta d'un camí construït al segle xiii pel priorat de Meià per tal d'unir Vilanova de Meià amb Tremp.
Entre els quilòmetres 7 i 8 la mateixa carretera fa de divisòria de termes i de comarques, fins que a prop de la fita 8, el termenal marxa cap al sud-oest, per la carena on s'inicia l'Obaga de l'Hostal Roig, de dret cap a la Roca Alta, de 1.435 m. alt., que és l'extrem de llevant del Montsec de Rúbies. La mateixa carena fa un bon tros de límit municipal, passant pel Pas de les Eugues, a 1.351 m. alt., el Puig del Camí Ramader, de 1.637, lo Grau, de 1.651 i, finalment, el Tossal de Mirapallars i Urgell, de 1.672.

##### Límit amb Llimiana
En aquest punt el límit del terme (encara coincideix l'actual de Gavet de la Conca amb l'antic de Sant Salvador de Toló) torça cap al nord, un xic decantat cap a llevant, i baixa per la carena del Serrat Ample, fins a trobar la Cova Negra de Mata-solana, que és ja fora terme, a ponent. Així, el termenal travessa el Barranc de Barcedana a 910 m. alt. En aquest punt es dissocien els dos termes: l'actual de Gavet de la Conca i el vell de Sant Salvador de Toló, de manera que aquest darrer queda diluït en l'anterior, que el va absorbir.

##### Límit amb l'antic terme d'Aransis (Sant Miquel de la Vall)
El vell terme de Sant Salvador de Toló separava en aquest tram aquest antic terme del de Sant Miquel de la Vall, que formà part del d'Aransís. Aquest antic terme no és gaire llarg, i no segueix cap relleu destacat. Passa a ponent del poble de Mata-solana, travessant el Serrat de Trulló, el Barranc de Rosó, enfilant-se a la Serra, fins a trobar els Tossalets, de 1.151 m. alt. Molt a prop del cim dels Tossalets, al seu sud-est, al lloc on hi ha la Font del Xim-xam, es torna a trobar el límit municipal: ara és amb el terme municipal de Llimiana, en el seu enclavament dels Obacs de Llimiana.

##### Límit amb Llimiana (els Obacs)
El terme segueix el Barranc de la Ferreria, que fa de línia divisòria fins a llevant mateix del nucli dels Obacs de Llimiana, al sud-oest de la Venta del Jaumet, molt a prop del quilòmetre 4 de la carretera L-912 (que ve de Comiols per anar cap a Figuerola d'Orcau i Gavet). En aquest lloc s'acaba el límit amb Llimiana, i comença el d'Isona i Conca Dellà, dins del seu antic terme de Conques.

##### Límit amb l'antic terme de Conques (Isona i Conca Dellà)
Des d'aquest lloc, el límit del terme inflexiona de primer cap al sud-est, passant ran de Cal Bosquet de Baix, i després cap al nord-est, per anar de dret al Purredó (Puig-redó, o Serrat del Patxot), de 725 m. alt., travessant el barranc de la Rovira. D'aquí baixa de dret cap al riu de Conques prenent com a referència el barranc de la Font de Purredó. Quan arriba al riu de Conques, aquest fa ja de límit, aigües amunt, Isona. Al cap d'un bon tros, al riu de Conques li aflueix des de llevant el Barranc de Gula. En aquest lloc s'acabava el termenal amb Isona i començava el de Benavent de la Conca, actualment aquests dos darrers dins d'Isona i Conca Dellà.

##### Límit amb l'antic terme de Benavent de Tremp (Isona i Conca Dellà)
Just en aquest mateix lloc, el límit municipal de Sant Salvador de Toló amb Benavent de Tremp deixava el riu i s'enfilava cap al sud-est, per una careneta en direcció a Casa Barraqueró, i prop d'aquest lloc torça cap al sud per tal d'anar a passar just a ponent del poble de Gramenet. Va seguint cap al sud-est pel vessant que baixa del poble de Benavent, i així que travessa el Barranc dels Boïgots, s'enfila pel Barranc de la Boga, cap a la Serra de Comiols, separant l'Obaga de Benavent (nord-est) de la de Sant Salvador de Toló (sud-oest), fins que va a trobar els turons de la Serra de Comiols a què ens hem referit al començament.

#### L'interior de l'antic terme
A grans trets, es pot explicar l'antic terme de Sant Salvador de Toló dient que inclou l'extrem oriental del Montsec de Rúbies i els serrats que en són els vessants nord-est: bàsicament la Serra del Cucuc, la de la Campaneta i un tros de la de Comiols, a més dels barrancs que inclouen: de ponent a llevant, el la Ferreria, termenal, el de de Presquiró, de Paredades, el de Mas de Guillem, i el riu de Conques, amb el seu afluent del Barranc de la Rovira. També pertanyen a Sant Salvador de Toló les capçaleres del Barranc de Barcedana i del riu Boix, que baixa cap a la Noguera i el Segre.

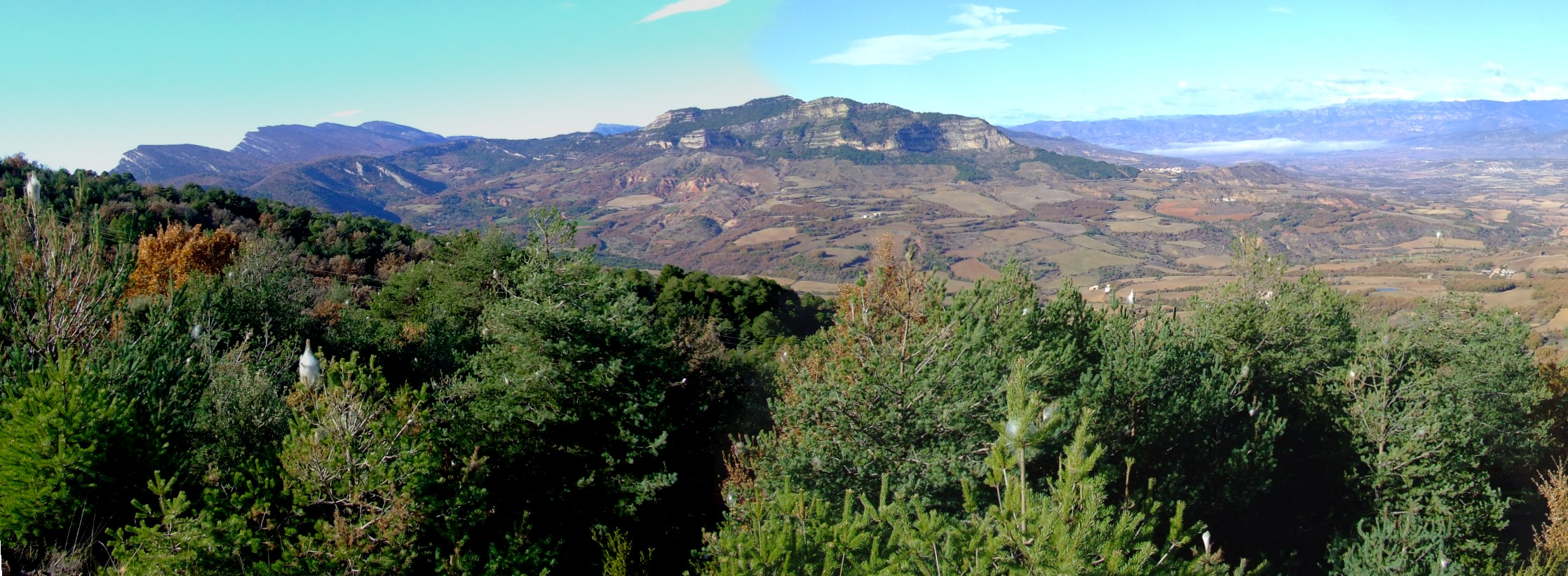
La major part de l'antic terme de Sant Salvador de Toló, en els vessants de llevant de la Serra de la Campaneta

### Nuclis de població
| Entitat de població   | Habitants (2006) |
| --------------------- | ---------------- |
| Mata-solana           | 8                |
| Merea                 | 0                |
| Perolet               | 1                |
| Sant Salvador de Toló | 60               |
| Toló                  | 2                |
| Font: Idescat         |                  |

Formaven aquest municipi el poble de Sant Salvador de Toló, cap de districte municipal, i els nuclis, algun d'ells actualment despoblat, de Castellnou, la Ferreria, l'Hostal Roig, el Mas de Guillem, Mata-solana, Merea, Montllor, Perolet, Presquiró i Toló, i el santuari de la Mare de Déu de Bonrepòs. Cadascun d'ells té el seu article específic.
El despoblament actual ha provocat que a les estadístiques oficials, de tots aquests antics nuclis de població, la major part amb parròquia o sufragània pròpies, hagin desaparegut Castellnou, la Ferreria, l'Hostal Roig, el Mas de Guillem, Montllor i Presquiró, i només en surtin cinc, els que figuren en el quadre adjacent.
| Pobles de l'antic municipi de Sant Salvador de Toló | Pobles de l'antic municipi de Sant Salvador de Toló | Pobles de l'antic municipi de Sant Salvador de Toló |
| --------------------------------------------------- | --------------------------------------------------- | --------------------------------------------------- |
| La caseria de Castellnou                            | Sense foto                                          | L'antiga caseria de l'Hostal Roig                   |
| La caseria de Castellnou                            | La caseria de la Ferreria                           | L'antiga caseria de l'Hostal Roig                   |

| Sense foto                       | El poble de Mata-solana | El poble de Merea | Sense foto                   |
| L'antic poble del Mas de Guillem | El poble de Mata-solana | El poble de Merea | L'antiga caseria de Montllor |

| El poble de Perolet | Sense foto              | El poble de Sant Salvador de Toló | Sense foto       |
| El poble de Perolet | La caseria de Presquiró | El poble de Sant Salvador de Toló | El poble de Toló |

## Història

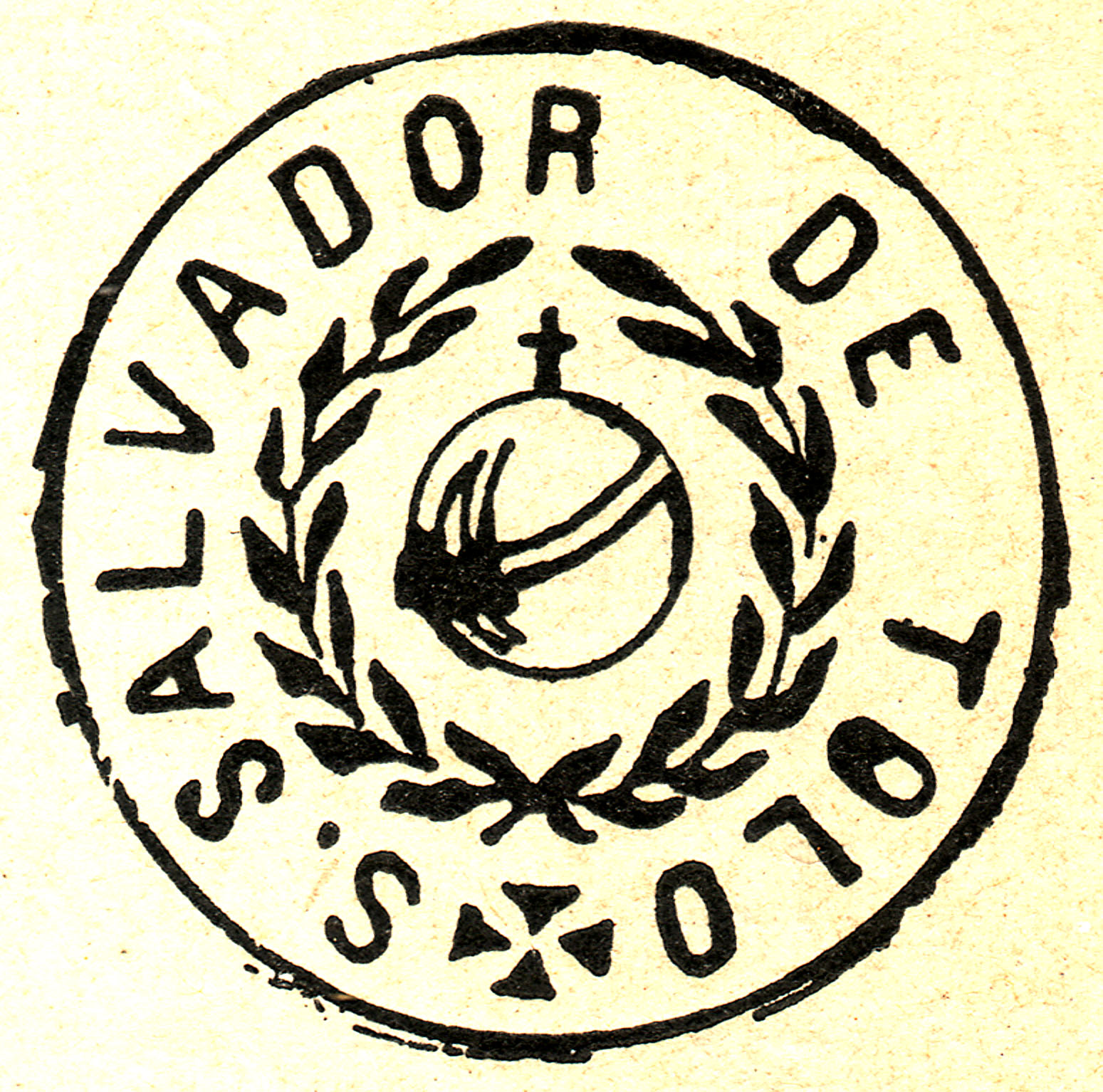
Escut municipal de Sant Salvador de Toló vers el 1900

L'antic terme de Sant Salvador de Toló ha donat a la nostra història tot de mostres interessants de poblaments pretèrits: botons i ceràmiques de l'edat del bronze a la Cova dels Mosquits, a la Serra del Cucuc, vora Can Corralot; enterraments d'urnes en tres estrats superposats a la Cova Negra de Mata-solana; ganivets de sílex a l'Espluga Negra, també prop de Mata-solana; ceràmica prehistòrica a la Cova d'en Guerra, i tot un obrador de sílex a l'Hostal Roig, al mig del camí que des d'aquell lloc mena a la Portella Blanca i a Rúbies.
Havia pertangut a la Vegueria de Pallars, passant després de la Guerra de Successió a formar part del Corregiment de Talarn. Fins al darrer terç del segle xx tenia servei de Guàrdia Civil i escoles de nois i noies. Actualment l'escola roman tancada, i els nois i noies del lloc tenen transport escolar per anar a seguir els seus estudis a Tremp.
Fins a l'extinció dels senyorius, el 1831, Sant Salvador de Toló formava part dels dominis del marquès de Pallars, que eren també ducs de Cardona i de Segorb i vescomtes de Vilamur.

### L'antic ajuntament de Sant Salvador de Toló
L'alcaldia de Sant Salvador de Toló fou exercida, al llarg dels anys, per les persones següents:
- Maties Boher i Cadena (1889-1895)
- Antoni Codó (1898) (Regidors: Josep Canal, Josep Mas, Pere Ximenis, Carles Escribà, Josep Plans, Jaume Cordon i Antoni Pla)
- Josep Canal i Caisal (1916)
- Pere Chemenis (1941)

## Activitat econòmica
La principal activitat econòmica de Sant Salvador de Toló i terme és la relacionada amb el sector primari. Tradicionalment, s'hi collia gra (blat, civada, ordi), vi, oli, patates, llegums, fruites i verdura per al consum, a més de tenir pastures per al bestiar i importants boscos comunals, que no van ser afectats per les desamortitzacions del segle xix. També s'hi produïa una mica de seda i de llana. Actualment l'agricultura ha quedat pràcticament reduïda a ordi i blat, si bé ocupen un cert espai els ametllerars, les oliveredes i els camps de farratge.
Pel que fa al bestiar, sobretot ovelles i cabres, així com una mica de porcí (que amb el pas del temps ha incrementat notablement la seva importància). Conills, llebres i perdius són els animals més abundosament caçats, en terres de Sant Salvador de Toló.
Entre els boscos, destacaven les 32 ha. de lo Coscolló, i les 7 de la Costa de la Teulera. També hi havia boscos particulars, com la Quadra de Bonrepòs i l'Obaga de Merea, que vers 1900 pertanyien a Enric Gironella, de 750 ha., i la Garriga de Montsec, de 678 ha., pertanyent al Duc de Medinaceli. Encara, constaven com a alienables per la desamortització les 4 ha. de les Costes del Molí. En total, són unes 1.800 ha. de bosc comunal, principalment de roures i pins.
Pel que fa a activitat industrial, al llarg de la història s'arriben a trobar tres telers de lli, tres molins fariners i un d'oli (trull).

## Festes
A part de la Festa Major de Sant Salvador de Toló, hi ha d'altres fetes celebrades per tot l'antic terme: la Festa Major petita és l'aplec de la Mare de Déu de Bonrepòs, que encara se celebra, per la Pasqua Granada (segona pasqua). A més, també se celebrava la benedicció del terme per la Santa Creu, el 3 de maig.
Entre les celebracions importants, temps enrere hi havia la fira de l'Hostal Roig, que se celebrava, amb gran concurrència, el 29 de setembre. Actualment ja no se celebra, ja que aquest tipus de fires han perdut la seva funció a causa de la facilitat de mobilitat de la població, del despoblament del territori, i de la pèrdua de relleu d'aquesta mena de camins de comunicació.
Tanta festa havia de deixar senyal: a més d'unes quantes mostres de goigs, la major part dedicats a la Mare de Déu de Bonrepòs, s'han conservat corrandes populars, recollides el 1937 pel folklorista J. Ventura Llates, però d'autoria anònima, popular:
| « | Corrandes en són corrandes i cançons en són cançons, donzella que vols ballar-les n'ha de portar-ne calçons. Si voleu ballar corrandes veniu a Sant Salvador de Toló, les ballareu amb alegria les ballareu sense tristor. | » |

## Serveis turístics
En l'actualitat no hi ha cap mena d'establiment dedicat a l'acolliment turístic, a Sant Salvador de Toló i pobles que en depenien. Sí que en podem trobar a Sant Martí de Barcedana, pertanyent també a Gavet de la Conca, o a les poblacions properes del terme d'Isona i Conca Dellà.

## Comunicacions
Sant Salvador de Toló queda enllaçat per dues carreteres: la L-911 (C-1412b, al Coll de Comiols - Sant Salvador de Toló), d'11 quilòmetres de llargària, i la L-912 (Sant Salvador de Toló - C-1412bz, a Gavet de la Conca), de 14. De fet, totes dues carreteres són continuïtat l'una de l'altra. A través d'aquesta darrera carretera queda comunicat Sant Salvador de Toló amb l'actual cap de municipi, el poble de Gavet.
També hi ha la carretera L-913 (Vilanova de Meià - Hostal Roig), que és, de fet, una carretera inacabada: en el punt quilomètric 8,5 es converteix en una pista rural, habitualment en bon estat, però que pot presentar dificultats per al trànsit algunes èpoques de l'any. El seu traçat, accessible per pistes rurals, mena a Mata-solana, Sant Martí de Barcedana i Llimiana.
Diversos camins i pistes rurals, alguns d'ells en molt bon estat, permeten, a més, connectar Sant Salvador de Toló i els pobles del seu entorn amb Covet, Isona, Biscarri i Benavent de la Conca, principalment.
No hi ha cap mena de transport públic que passi pel poble, ni tan sols que travessi el municipi, però la proximitat dels pobles i viles de Benavent de la Conca, Biscarri, Isona, Conques, Figuerola d'Orcau i Vilamitjana fan possible un fàcil enllaç amb els escadussers cotxes de línia que transiten per la Conca Dellà, tant en direcció a Tremp, com en direcció a Barcelona.